# Gilera 125 CX
La 125 CX est un modèle de motocyclette du constructeur italien Gilera.
La 125 CX sort en 1991. Elle reprend le moteur de la MXR. C'est un deux temps délivrant près de 30 chevaux à refroidissement liquide, alimenté par un carburateur Dell'Orto de 32 mm de diamètre. Mais la 125 CX se veut surtout une vitrine technologique de la marque.
Le carénage est étudié en soufflerie pour assurer une bonne pénétration dans l'air.
La classique fourche télescopique est remplacée par un système appelé SSS pour Single Suspension System, conçu par Paioli. Elle reprend le principe d'une fourche classique, mais il n'y a qu'un bras relié à la roue, sur le côté gauche. À l'arrière, on trouve un monobras.
Les jantes lenticulaires sont signées Grimeca et participent à l'aspect futuriste de la moto. Vue de sa droite, la moto ne semble pas reliée à ses roues.
Le freinage est assuré, à l'avant par un disque de 300 mm, à l'arrière par un disque de 240 mm, que viennent mordre des étriers double piston.

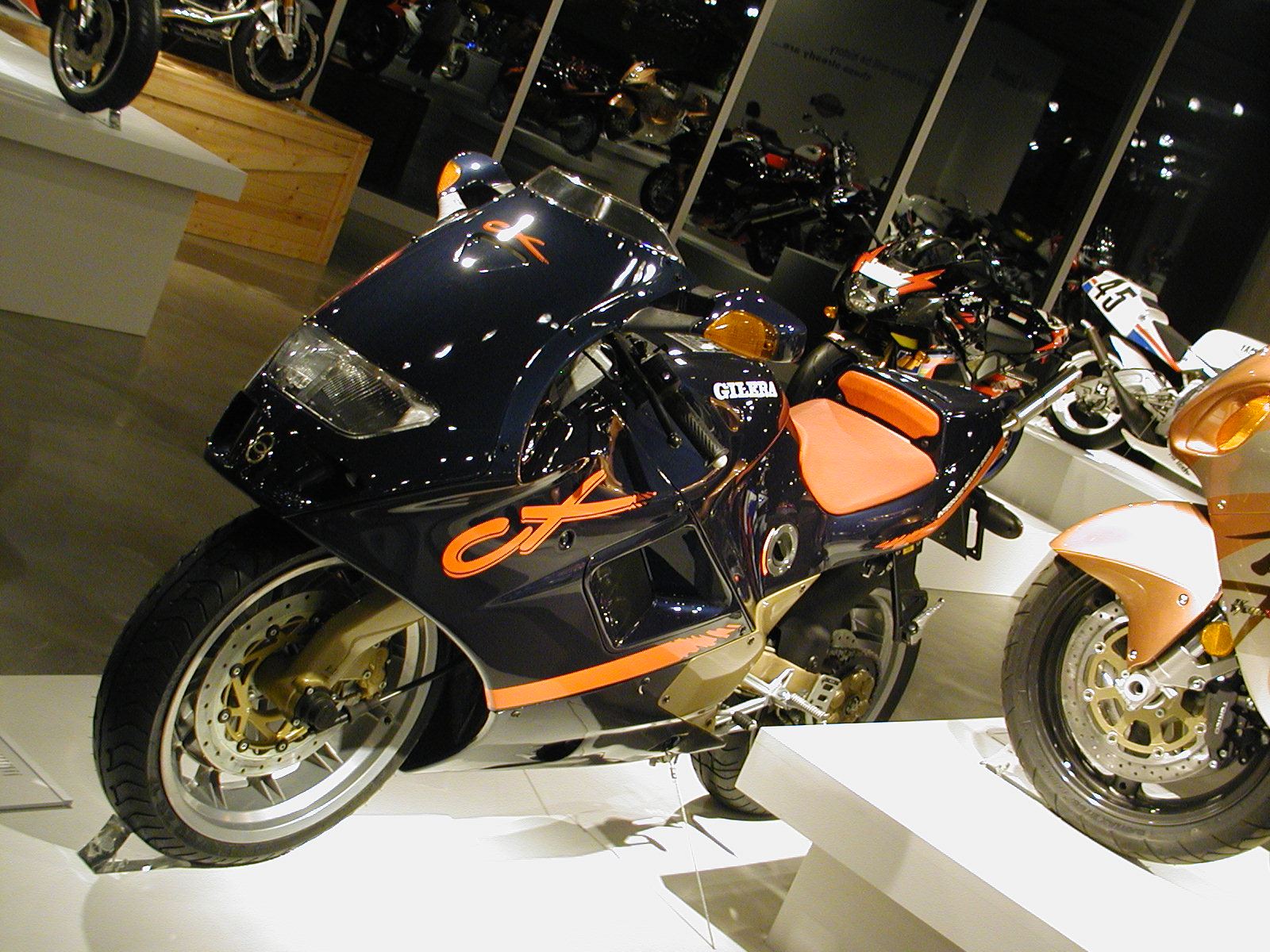
La 125 CX et son museau profilé